# Benjamin II.

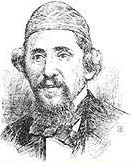
Benjamin II.

Benjamin II. (Benjamin II., J. I.; J. I. = Josef Israel, eigentlich Israel Josef Benjamin oder Josef Israel Benjamin; * 1818 in Fălticeni; † 3. Mai 1864 in London) war ein rumänisch-jüdischer Kaufmann und Weltreisender in Afrika, Amerika und Europa. Er wählte den Namen Benjamin II. in Anlehnung an Benjamin aus Tudela, den berühmten jüdischen Entdeckungsreisenden des 12. Jahrhunderts.

## Biografie
Hauptzweck seiner ausgedehnten Reisen war, sich über das Schicksal der in alle Welt zerstreuten Juden zu informieren, über deren Lebenssituation zu unterrichten und zu helfen, sie zu verbessern. Sein teilweise erfolgreiches Engagement fand Anerkennung sowohl unter den Juden als auch unter den Nichtjuden.
Benjamin heiratete jung und war erst im Holzhandel tätig, gab das aber nach dem Verlust seines Vermögens auf. Er beschloss zur Aufklärung des Schicksals der Verlorenen Stämme Israels auf Reisen zu gehen. Über Wien ging er 1845 nach Konstantinopel, besuchte Alexandria (1847), Kairo, Palästina, Syrien, den Irak, Persien, Pakistan, Afghanistan und Indien. 1851 war er wieder in Konstantinopel und Wien. Dort blieb er nur kurz und setzte seine Reisen über Italien nach Algerien und Marokko fort, bevor er nach Frankreich ging, wo er ein Buch über seine Reisen schrieb (er schrieb es in Hebräisch und ließ es ins Französische übersetzen), das 1856 erschien. Das Buch wurde ins Deutsche und Englische übersetzt.
1859 reiste er für drei Jahre nach Amerika, worüber er nach seiner Rückkehr ebenfalls ein Buch veröffentlichte. Er ging nach London, um Gelder für weitere Reisen zu organisieren, starb dort aber verarmt. Seine Freunde veranstalteten eine Sammlung, um seine Witwe und seine Tochter zu unterstützen.
Er veröffentlichte auch eine deutsche Übersetzung des Jawan Mezulah von Nathan Hannover, die 1863 in Hannover erschien.

## Hauptwerk
- Cinq années de voyage en Orient. Paris 1856.
  - Deutsche Übersetzung: Acht Jahre in Asien und Afrika. Hannover 1858 (Vorwort von Meyer Kayserling).
- Drei Jahre in Amerika. Hannover 1863 (Digitalisat).